# Kristina Börner
Kristina „Krissi“ Börner (* 8. November 1990 in Georgsmarienhütte als Kristina Gessat) ist eine ehemalige deutsche Fußballspielerin.

## Karriere
Die Tochter des Fußballtrainers Jürgen Gessat startete ihre Karriere 1996 im Alter von sechs Jahren beim TSG Dissen. Nachdem sie alle Mannschaften bis zur D-Jugend in Dissen durchlaufen hatte, wechselte sie 2002 zum SV Bad Laer. In Bad Laer spielte sie im Alter von 13 Jahren in der Saison 2003/04 in der Regionalliga. Es folgten zwei Jahre im Regionalliga-Team des SV Bad Laer, bevor sie im Sommer 2005 in die B-Jugend des FC Gütersloh 2000 wechselte.
In der Saison 2011/12 erreichte Gessat mit Gütersloh den 2. Platz in der 2. Bundesliga Nord. Da die 2. Mannschaft des 1. FFC Turbine Potsdam nicht aufsteigen konnte, qualifizierte Gütersloh sich damit für die Frauen-Bundesliga. Am 9. September 2012 absolvierte sie ihr erstes Bundesligaspiel in der Tönnies-Arena. Am 31. Januar 2013 löste sie ihren Vertrag beim FSV Gütersloh 2009 auf und beendete für ihr Studium ihre aktive Karriere.

### International
Bei der U-20-Weltmeisterschaft 2010 wurde Kristina Gessat mit der deutschen Mannschaft Weltmeisterin. Hierbei stand sie bei allen Spielen, vom ersten Gruppenspiel bis zum Endspiel, in der Startformation und wurde auch nie ausgewechselt.

## Privates
Aus Anlass der in Deutschland stattfindenden Fußball-Weltmeisterschaft der Frauen 2011 griff das deutsche Playboy-Magazin das Thema auf und lichtete neben Börner auch die Spielerinnen Annika Doppler, Julia Šimić, Ivana Rudelić und Selina Wagner in der Juli-Ausgabe ab.
Seit 2011 studiert sie Kommunikationsdesign an der Fachhochschule Bielefeld. Ihr Lebensgefährte ist seit Herbst 2012 der deutsche Fußballprofi Julian Börner, der bei Hannover 96 unter Vertrag steht. Die beiden heirateten im Dezember 2013. 2017 wurde das Paar Eltern einer Tochter.